# Mixochlora sumatrensis
Mixochlora sumatrensis är en fjärilsart som beskrevs av Louis Beethoven Prout 1933. Mixochlora sumatrensis ingår i släktet Mixochlora och familjen mätare. Inga underarter finns listade i Catalogue of Life.